# Outdoor-Training
Als Outdoor-Training oder Outdoortraining werden innerhalb der Betriebswirtschaft, Soziologie, Pädagogik und Psychologie geleitete Trainings in der freien Natur auf der Basis von Handlungsorientierung und Erlebnispädagogik bezeichnet. Wie bei jeder Form des Trainings von nichtfachlichen Kompetenzen (soft skills) hat auch das Outdoor-Training zum Ziel, eine Verhaltensmodifikation bei den Teilnehmern zu erreichen sowie eine Einübung und stabile Internalisierung der neuen Verhaltensweisen.

## Anwendungsbereiche
Outdoor-Trainings kommen vor allem in den folgenden Feldern der Kompetenz- und Verhaltensentwicklung zur Anwendung:
- In der Personalentwicklung. Dies bezeichnet eine Form der Outdoor-Trainings, die auf die Entwicklung nichtfachlicher Kompetenzen der Teilnehmer zugeschnitten ist. Dabei können einzelne Fähigkeiten und Einstellungen im Fokus stehen, aber auch Bündel aus mehreren Kompetenzen wie beispielsweise Konfliktmanagement.[1]
- Bei der Teambildung zur Förderung der Teamfähigkeit.[2] Bei optimaler Zusammenarbeit erbringt ein Team eine höhere Leistung als eine Einzelperson.
- Bei der Führungskräfteentwicklung. Diese Outdoor-Trainings zielen auf die Entwicklung von Führungskompetenzen von Führungskräften und Nachwuchsführungskräften ab.[3]
- In der Organisationsentwicklung. Diese Trainings richten sich an alle Mitarbeiter eines Unternehmens oder einer Geschäftseinheit. Hierbei geht es vor allem um Veränderungen der Unternehmens- und Führungskultur.
- Als örtlicher Rahmen für Assessment-Center bei der Personalselektion, um Kompetenzen und Verhaltensweisen der Bewerber in realen Situationen erkennen zu können.
- Bei der Persönlichen Entwicklung, die vor allem in der Sozialisation bei Kindern und Jugendlichen Einsatz findet.
- In der Therapie: Outdoor-Trainings werden auch im therapeutischen Kontext bei benachteiligten Jugendlichen[4], Straftätern und Menschen mit psychischen Störungen eingesetzt.[5]

## Geschichte
Die Ursprünge der Outdoor-Trainings liegen im militärischen Bereich. Sie werden dort mit Beginn einer systematischen Auswahl der Offiziere zur Stärkung der außerfachlichen, „weichen Kompetenzen“ und als Methode zur Personalauswahl eingesetzt.

### Bis 1945
In den 1920er Jahren wurden Outdoor-Trainings im Rahmen der „Psychotechnischen Eignungsprüfungen“ bei der Auswahl von Offiziersanwärtern der Reichswehr angewendet. Diese Form der Prüfungen wurden später auch von der Wehrmacht eingesetzt. Neben der Sportprüfung war es die so genannte Befehlsreihe der Leistungsgrenzen. Dabei waren körperliche Arbeiten durchzuführen wie zum Beispiel der Bau einer Brücke über einen Fluss mit Hilfe eines Seils oder das Besteigen einer Kletterwand. Ziel der Übungen war das Training und die Einschätzung von Geschicklichkeit, Körperbeherrschung, Ausdauer, Energie, Einsatzwillen, Einfallsreichtum und Gemeinschaftssinn (Teamfähigkeit). Jeder Prüfling wurde dabei zeitweilig auch als Führer einer Gruppe eingesetzt, um neben dem Gemeinschaftsverhalten auch Dispositionsgeschick, Übersichts- und Durchsetzungsvermögen beurteilen zu können. Derartige Methoden waren den Verfahren der Offiziersauswahl bei anderen Streitkräften weit überlegen.
Für die Entwicklung der Outdoor-Trainings sowohl mit Kindern und Jugendlichen als auch mit verhaltensauffälligen jungen Menschen spielte Kurt Hahn als Mitbegründer der Erlebnispädagogik und Erlebnistherapie in den 1940er Jahren eine bedeutsame Rolle. Das Prinzip aus den Salemer Gesetzen, den Kindern Gelegenheit zu geben, ihre individuellen Leidenschaften und Talente selbst zu entdecken, ist bis heute ein wichtiger Grundsatz aller Outdoor Trainings.

### 1945 bis 2000
Das Konzept des Handlungsorientierten Lernens geht auf den Briten Reginald Revans (action learning) zurück. Dabei arbeiten die Teilnehmer gemeinsam an einem konkreten Projekt, erproben Lösungen und reflektieren gleichzeitig über den eigenen Lern- und Entwicklungsprozess. Dieses Konzept verbreitete sich in den 1960er Jahren von Großbritannien auf den europäischen Kontinent.
In Deutschland wurden die ersten Outdoor-Trainings zu Beginn der 1980er Jahre durchgeführt. Doch erst Mitte der 1990er Jahre sorgten vor allem der Unternehmensberater Mario Kölblinger und der ehemalige Zehnkämpfer Kurt Bendlin, der von 1979 bis 1990 in der Aus- und Weiterbildung bei der Nixdorf Computer AG tätig war, mit öffentlichkeitswirksamen Managertrainings für den steigenden Bekanntheitsgrad der Outdoor-Trainings in Deutschland.

### Neuere Entwicklung und Zukunftsaussichten
In der von den Vorkommnissen des 11. September ausgelösten Wirtschaftskrise ab 2001 sank die Nachfrage nach Maßnahmen der Führungskräfte- und Personalentwicklung und die nach Outdoor-Trainings rapide. Viele Parcours und Hochseilgärten verwaisten, wurden abgerissen oder für eher auf sportliche Ertüchtigung abzielende Einzelteilnehmer geöffnet.
Die heutige Situation ist durch starke Differenzierung geprägt. In der Jugendarbeit, in der betrieblichen Ausbildung und im Bereich des Talentmanagements haben Outdoor-Trainings mittlerweile einen festen Platz. Management-Trainings werden zunehmend nicht mehr in Seilgärten, sondern in Form von Expeditionen durchgeführt. Das nachlassende Wachstum der Absatzmärkte führt zu einer steigenden Nachfrage nach Outdoor Customer Incentives mit dem Ziel der Kundenbindung, der demografische Wandel und der Fachkräftemangel in einzelnen Regionen und Branchen zu Outdoor-Mitarbeiter-Incentives mit dem Ziel der Mitarbeiterbindung.

## Formen von Outdoor-Trainings
Outdoor-Trainings können anhand der beiden Kriterien Zivilisationsdistanz und Naturinduzierung in drei Gruppen unterschieden werden: Residentials, Survivals und Expeditionen. Sie unterscheiden sich zudem durch die übergeordnete Aufgabe, die den Sinnzusammenhang der Einzelaufgaben herstellt.

### Residential
Residentials finden zivilisationsnah und zumeist in unmittelbarer Umgebung eines Seminarhotels statt. Als Outdoor Module werden Spiele und Aufgaben bezeichnet, die unter Verwendung einfacher Materialien ortsunabhängig durchgeführt werden. Zumeist sind die erforderlichen Geräte jedoch fest installiert und in Form eines über mehrere Stationen führenden Parcours angeordnet. Die häufigsten Residential-Parcours sind Seilgärten: Hochseilgärten und Niedrigseilgärten. Die Gruppe geht dabei von einer Station zur anderen und erhält dort Aufgabenstellung und Instruktionen von dem Outdoor-Trainer.
Da die Aufgabenstellungen von Menschen erdacht werden und unnatürlich und konstruiert wirken könnten, wird den Teilnehmern häufig eine Fantasiegeschichte als übergeordnete Aufgabe dargeboten. Hiermit wird dem Parcours selbst und den Einzelaufgaben an den Stationen ein Sinnzusammenhang verliehen. Aufgrund ihrer Vorteile durch hohe Akzeptanz – bei Übernachtung und Essen im Hotel, fester Ablauf und Agenda mit freiem Abend der für die eigene Nutzung zur Verfügung steht, Möglichkeit zum Wechsel zwischen Indoor Learning und Outdoor Training, neben geringeren Kosten für das Unternehmen – sind Residentials die beliebteste Form der Outdoor-Trainings. Vielfach werden diese Kurztrainings auch als Incentive durchgeführt.

### Survival
Survivaltrainings sehen das Überleben an einem zivilisationsnahen Ort als übergeordnete Aufgabe vor. Das dabei vermittelte Wissen und Fertigkeiten dient als Medium. Zumeist dürfen die Teilnehmer nur wenige bis keine Hilfsmittel oder Proviant mitnehmen.
Der Trainer stellt im Gegensatz zu den Residentials keinerlei Aufgaben, diese entstehen allein durch die Situation und durch die Bedürfnisse nach Wasser, Verpflegung, Feuer und Biwak durch die Natur. Beispiele für zu bewältigende Einzelaufgaben sind die Nahrungsbeschaffung, die Trinkwassergewinnung, der Schutz vor Regen und Kälte oder die Errichtung eines Biwaks mit Mitteln der Natur.

### Expedition
Expeditionen als Entwicklungstrainings sind zivilisationsfern und die teuerste Trainingsform von Outdoor-Trainings. Als übergeordnete Aufgabe kann die Bewältigung einer Strecke von einem Ausgangspunkt zu einem Ziel fungieren. Viele der Einzel- und Gruppenaufgaben werden nicht vom Outdoor-Trainer konstruiert, sondern ergeben sich durch die alltäglichen Notwendigkeiten in der Wildnis, dienen aber dazu die Teilnehmer als Person und ihre Interaktion innerhalb der Gruppe zu manifestieren. Dazu gehören etwa die Überquerung eines Gewässers mit einer selbst gebauten Seilbrücke oder Floß, die Bestimmung des geeigneten Weges zum Ziel oder das Verhalten bei einem Wetterumschwung, vornehmlich aber der Umgang miteinander und das Verhalten innerhalb der Gruppe.
Meist dauern Outdoor-Training-Expeditionen drei Tage bis ein oder zwei Wochen. Ein 360°-Feedback kann bei einer Expedition als Outdoor-Training zu schwierigen und verstärkten Reaktionen der Teilnehmer führen. Daher sind beliebte Gegenden für Outdoor-Training zivilisationsnähere Naturgebiete mit geringer Besiedlungsdichte wie Skandinavien, der Norden Schottlands oder die Alpen. Die Teilnehmer übernachten in Zelten, selten in Hütten. Diese Form der Erlebnispädagogik gründet sich auf dem Konzept von Kurt Hahn, deren Wirksamkeit auch von der Erlebnisqualität der Aktionen abhängt. Hahn setzte in Gordonstoun Expeditionen ab 1941 als Bildungsform für Kinder und Jugendliche ein.

## Anforderungen an Outdoor-Trainer
Expeditionen als die höchstgradigste Form eines Outdoor-Trainings, stellen durch die extremen Umwelteinflüsse hohe Anforderungen an die Trainer bezüglich Planung der Aufgaben, um Einfluss auf realisierbare Lernziele zu nehmen und stellen damit hohe Anforderungen an dessen geistige Flexibilität und Gespür für transferfähige Situationen. Er begleitet die Gruppe bei der Bewältigung der Aufgaben und hat durch Nutzung von Metaphern und gezielte, fragengestützte Reflexion für den Transfer der hierbei als erfolgreich erkannten Verhaltens- und Bewältigungsstrategien zu sorgen. Zudem ist ein outdoor-fachlich hohes Wissen und Können erforderlich. Aus diesem Grund werden diese stark naturbeeinflussten Outdoor-Trainings häufig von Trainerteams mit den Schwerpunkten der sachlichen Fachkompetenz Outdoor sowie der erforderlichen Methodenkompetenz in der Begleitung von persönlichen und Teamentwicklungsprozessen.